# Can-Am sezona 1972
Can-Am sezona 1972 je bila sedma sezona serije Can-Am, ki je potekala med 11. junijem in 29. oktobrom 1972. 

## Spored dirk
| Št | Dirka                           | Dirkališče                        | Datum         |
| -- | ------------------------------- | --------------------------------- | ------------- |
| 1  | Labatt's Blue Trophy            | Mosport Park                      | 11. junij     |
| 2  | Atlanta Can-Am                  | Road Atlanta                      | 9. julij      |
| 3  | Watkins Glen Can-Am             | Watkins Glen International        | 23. julij     |
| 4  | Buckeye Can-Am                  | Mid-Ohio Sports Car Course        | 6. avgust     |
| 5  | Road America Can-Am             | Road America                      | 27. avgust    |
| 6  | Minneapolis Tribune Grand Prix  | Donnybrooke International Raceway | 17. september |
| 7  | Klondike 200                    | Edmonton Speedway Park            | 1. oktober    |
| 8  | Monterey Castrol GTX Grand Prix | Laguna Seca Raceway               | 15. oktober   |
| 9  | Los Angeles Times Grand Prix    | Riverside International Raceway   | 29. oktober   |

## Rezultati
| Št | Dirkališče   | Zmag. moštvo                  | Poročilo |
| Št | Dirkališče   | Zmag. dirkač                  | Poročilo |
| -- | ------------ | ----------------------------- | -------- |
| 1  | Mosport      | #5 Bruce McLaren Motor Racing | Poročilo |
| 1  | Mosport      | Denny Hulme                   | Poročilo |
| 2  | Road Atlanta | #6 Penske Racing              | Poročilo |
| 2  | Road Atlanta | George Follmer                | Poročilo |
| 3  | Watkins Glen | #5 Bruce McLaren Motor Racing | Poročilo |
| 3  | Watkins Glen | Denny Hulme                   | Poročilo |
| 4  | Mid-Ohio     | #6 Penske Racing              | Poročilo |
| 4  | Mid-Ohio     | George Follmer                | Poročilo |
| 5  | Road America | #6 Penske Racing              | Poročilo |
| 5  | Road America | George Follmer                | Poročilo |
| 6  | Donnybrooke  | #22 Young American Racing     | Poročilo |
| 6  | Donnybrooke  | François Cevert               | Poročilo |
| 7  | Edmonton     | #6 Penske Racing              | Poročilo |
| 7  | Edmonton     | Mark Donohue                  | Poročilo |
| 8  | Laguna Seca  | #7 Penske Racing              | Poročilo |
| 8  | Laguna Seca  | George Follmer                | Poročilo |
| 9  | Riverside    | #7 Penske Racing              | Poročilo |
| 9  | Riverside    | George Follmer                | Poročilo |

## Dirkaško prvenstvo
Prva deseterica dirkačev dobi prvenstvene točke po sistemu: 20-15-12-10-8-6-4-3-2-1.
| Poz | Dirkač                | Moštvo                                  | Dirkalnik               | Motor      | 1. | 2. | 3. | 4. | 5. | 6. | 7. | 8. | 9. | Skupaj |
| --- | --------------------- | --------------------------------------- | ----------------------- | ---------- | -- | -- | -- | -- | -- | -- | -- | -- | -- | ------ |
| 1   | George Follmer        | Penske Racing                           | Porsche 917/10          | Porsche    |    | 20 | 8  | 20 | 20 | 10 | 12 | 20 | 20 | 130    |
| 2   | Denny Hulme           | Bruce McLaren Motor Racing              | McLaren M20             | Chevrolet  | 20 |    | 20 | 10 |    |    | 15 |    |    | 65     |
| 3   | Milt Minter           | Vasek Polak Racing Team                 | Porsche 917/10          | Porsche    | 10 | 12 | 6  | 12 |    | 15 |    | 10 |    | 65     |
| 4   | Mark Donohue          | Penske Racing                           | Porsche 917/10          | Porsche    | 15 |    |    |    |    |    | 20 | 15 | 12 | 62     |
| 5   | François Cevert       | Young American Racing Team              | McLaren M8F             | Chevrolet  |    |    | 12 |    | 15 | 20 |    | 12 |    | 59     |
| 6   | Peter Revson          | Bruce McLaren Motor Racing              | McLaren M20             | Chevrolet  | 12 |    | 15 |    |    |    | 6  |    | 15 | 48     |
| 7   | David Hobbs           | Carl Haas                               | Lola T310               | Chevrolet  |    | 4  | 10 | 6  |    |    | 8  | 3  | 8  | 39     |
| 8   | Jackie Oliver         | Advanced Vehicle Systems                | Shadow Mk.3             | Chevrolet  |    |    |    | 15 |    | 12 |    |    | 10 | 37     |
| 9   | Peter Gregg           | Peter Gregg                             | Porsche 917/10          | Porsche    | 8  | 8  |    |    | 12 |    |    |    | 6  | 34     |
| 10  | Charlie Kemp          | Bobby Rinzler                           | Lola T222               | Chevrolet  | 2  | 10 |    | 8  |    |    | 1  | 6  |    | 27     |
| 11  | Lothar Motschenbacher | Motschenbacher Racing                   | McLaren M8D             | Chevrolet  | 6  | 6  | 4  |    |    | 6  | 4  |    |    | 26     |
| 12  | Gregg Young           | Young American Racing Team              | McLaren M8F             | Chevrolet  |    | 15 |    |    | 8  |    |    |    |    | 23     |
| 13  | Jean-Pierre Jarier    | North American Racing Team              | Ferrari 712M            | Ferrari    |    |    | 1  |    | 10 |    |    |    |    | 11     |
| 14  | Bob Nagel             | Bob Nagel                               | Lola T222               | Chevrolet  | 1  |    | 3  | 1  | 3  | 3  |    |    |    | 11     |
| 15  | José Carlos Pace      | Advanced Vehicle Systems                | Shadow Mk.3             | Chevrolet  |    |    |    |    |    |    | 10 |    |    | 10     |
| 16  | Gary Wilson           | Gary Wilson                             | McLaren M8E             | Chevrolet  |    |    |    | 3  | 6  |    |    | 1  |    | 10     |
| 17= | John Cordts           | William Overhauser Racing               | Lola T163 McLaren M8D   | Chevrolet  |    |    |    |    |    | 8  |    |    |    | 8      |
| 17= | Sam Posey             | Vasek Polak Racing Team                 | Porsche 917PA           | Porsche    |    |    |    |    |    |    |    | 8  |    | 8      |
| 19  | Scooter Patrick       | Otto Zipper Alfa Racing                 | Alfa Romeo T33/4        | Alfa Romeo |    | 2  |    |    |    |    |    | 4  | 2  | 8      |
| 20  | Gordon Dewar          | JNO Racing                              | McLaren M8C             | Chevrolet  | 3  |    |    | 4  |    |    |    |    |    | 7      |
| 21  | Tom Heyser            | Albert Heyser                           | Lola T260               | Chevrolet  |    |    |    |    |    | 1  | 2  | 2  |    | 5      |
| 22= | Steve Durst           | Steve Durst                             | McLaren M8E/D           | Chevrolet  | 4  |    |    |    |    |    |    |    |    | 4      |
| 22= | Ed Felter             | Ed Felter                               | McLaren M8E             | Chevrolet  |    |    |    |    |    | 4  |    |    |    | 4      |
| 22= | Mike Hiss             | Mike Hiss                               | McLaren M8F             | Chevrolet  |    |    |    |    |    |    |    |    | 4  | 4      |
| 25  | Warren Agor           | Warren Agor                             | McLaren M8B McLaren M8F | Chevrolet  |    |    |    | 2  | 2  |    |    |    |    | 4      |
| 26= | Chuck Parsons         | William Overhauser Racing Robert McCaig | Lola T163 McLaren M8FP  | Chevrolet  |    | 3  |    |    |    |    |    |    |    | 3      |
| 26= | Hans Wiedmer          | Wiedmer Racing Team                     | McLaren M8F             | Chevrolet  |    |    |    |    |    |    | 3  |    |    | 3      |
| 26= | Willi Kauhsen         | Willi Kauhsen Racing Team               | Porsche 917/10          | Porsche    |    |    |    |    |    |    |    |    | 3  | 3      |
| 29= | Tony Dean             | A.G. Dean Racing                        | Porsche 908/02          | Porsche    |    |    | 2  |    |    |    |    |    |    | 2      |
| 29= | Pete Sherman          | Pete Sherman                            | McLaren M12             | Chevrolet  |    |    |    |    |    | 2  |    |    |    | 2      |
| 31  | Roger McCaig          | Roger McCaig                            | McLaren M8FP            | Chevrolet  |    | 1  |    |    | 1  |    |    |    |    | 2      |
| 32  | Bob Peckham           | Peckham Racing                          | McLaren M8C             | Chevrolet  |    |    |    |    |    |    |    |    | 1  | 1      |